# Dyskografia Ellie Goulding
Dyskografia Ellie Goulding – brytyjskiej piosenkarki i gitarzystki składa się z 5 albumów studyjnych, 7 EP, 45 singli (wliczając 10 singli jako artysta gościnny), 4 singli promocyjnych i 47 teledysków.

## Albumy studyjne
| Rok                                                     | Dane dot. albumu                                                                                               | Najwyższe pozycje na listach | Najwyższe pozycje na listach | Najwyższe pozycje na listach | Najwyższe pozycje na listach | Najwyższe pozycje na listach | Najwyższe pozycje na listach | Najwyższe pozycje na listach | Najwyższe pozycje na listach | Najwyższe pozycje na listach | Najwyższe pozycje na listach | Najwyższe pozycje na listach | Najwyższe pozycje na listach | Najwyższe pozycje na listach | Najwyższe pozycje na listach | Najwyższe pozycje na listach | Najwyższe pozycje na listach | Najwyższe pozycje na listach | Najwyższe pozycje na listach | Najwyższe pozycje na listach | Najwyższe pozycje na listach | Najwyższe pozycje na listach | Certyfikat |
| Rok                                                     | Dane dot. albumu                                                                                               | UK                           | AUS                          | AUT                          | BEL (Fla)                    | BEL (Wal)                    | CAN                          | DEN                          | ESP                          | FIN                          | FRA                          | GER                          | IRL                          | ITA                          | NLD                          | NOR                          | NZL                          | POL                          | POR                          | SWE                          | SWI                          | USA                          | Certyfikat |
| ------------------------------------------------------- | --- | ---------------------------- | ---------------------------- | ---------------------------- | ---------------------------- | ---------------------------- | ---------------------------- | ---------------------------- | ---------------------------- | ---------------------------- | ---------------------------- | ---------------------------- | ---------------------------- | ---------------------------- | ---------------------------- | ---------------------------- | ---------------------------- | ---------------------------- | ---------------------------- | ---------------------------- | ---------------------------- | ---------------------------- | --- |
| 2010                                                    | Lights - Wydany: 26 lutego 2010 - Wydawca: Polydor Records - Format: CD, digital download, LP                  | 1                            | –                            | –                            | 54                           | –                            | 66                           | –                            | –                            | –                            | –                            | 42                           | 6                            | –                            | –                            | 35                           | 28                           | –                            | –                            | –                            | 90                           | 21                           | - UK: 2× platynowa płyta - USA: platynowa płyta |
| 2012                                                    | Halcyon - Wydany: 5 października 2012 - Wytwórnia: Polydor Records - Format: CD, digital download              | 1                            | 16                           | 51                           | 14                           | 23                           | 8                            | 37                           | –                            | –                            | 85                           | 8                            | 1                            | –                            | 33                           | 15                           | 3                            | –                            | –                            | –                            | 7                            | 9                            | - UK: 4× platynowa płyta - AUS: złota płyta - AUT: platynowa płyta - GER: złota płyta - NZL: platynowa płyta - SWI: złota płyta - USA: platynowa płyta - CAN: 4x platynowa płyta |
| 2015                                                    | Delirium - Wydany: 6 listopada 2015 - Wytwórnia: Polydor Records - Format: CD, digital download                | 3                            | 3                            | 5                            | 1                            | 16                           | 2                            | 12                           | 25                           | 24                           | 34                           | 5                            | 2                            | 22                           | 11                           | 9                            | 4                            | 30                           | 19                           | 7                            | 5                            | 3                            | - UK: platynowa płyta - AUT: platynowa płyta - POL: 2× platynowa płyta - USA: platynowa płyta - CAN: 2x platynowa płyta                                                          |
| 2020                                                    | Brightest Blue - Wydany: 17 lipca 2020 - Wytwórnia: Polydor Records - Format: CC, CD, LP, digital download     | 1                            | 25                           | 29                           | 17                           | 37                           | 38                           | –                            | –                            | –                            | 101                          | 12                           | –                            | 86                           | 94                           | 30                           | 19                           | 24                           | –                            | –                            | 9                            | 29                           | - USA: złota płyta - CAN: złota płyta - POL: złota płyta |
| 2022                                                    | Higher Than Heaven - Wydany: 3 lutego 2023 - Wytwórnia: Polydor Records - Format: CC, CD, LP, digital download | Zostanie wydany              | Zostanie wydany              | Zostanie wydany              | Zostanie wydany              | Zostanie wydany              | Zostanie wydany              | Zostanie wydany              | Zostanie wydany              | Zostanie wydany              | Zostanie wydany              | Zostanie wydany              | Zostanie wydany              | Zostanie wydany              | Zostanie wydany              | Zostanie wydany              | Zostanie wydany              | Zostanie wydany              | Zostanie wydany              | Zostanie wydany              | Zostanie wydany              | Zostanie wydany              | Zostanie wydany |
| „–” oznacza, że album nie był notowany na danej liście. | |                              |                              |                              |                              |                              |                              |                              |                              |                              |                              |                              |                              |                              |                              |                              |                              |                              |                              |                              |                              |                              | |

## Reedycje
| Rok                                                     | Dane dot. albumu                                                                                     | Najwyższe pozycje na listach | Najwyższe pozycje na listach | Najwyższe pozycje na listach | Najwyższe pozycje na listach | Najwyższe pozycje na listach | Najwyższe pozycje na listach | Najwyższe pozycje na listach | Najwyższe pozycje na listach |
| Rok                                                     | Dane dot. albumu                                                                                     | AUS                          | AUT                          | BEL (Fla)                    | FIN                          | ITA                          | NZL                          | POL                          | SWE                          |
| ------------------------------------------------------- | --- | ---------------------------- | ---------------------------- | ---------------------------- | ---------------------------- | ---------------------------- | ---------------------------- | ---------------------------- | ---------------------------- |
| 2010                                                    | Bright Lights - Wydany: 26 listopada 2010 - Wydawca: Polydor Records - Format: CD, digital download  | –                            | 56                           | 179                          | –                            | –                            | –                            | –                            | –                            |
| 2013                                                    | Halcyon Days - Wydany: 23 sierpnia 2013 - Wytwórnia: Polydor Records - Format: CD, digital download  | 4                            | 23                           | –                            | 30                           | 74                           | 1                            | 35                           | 22                           |
| 2022                                                    | Halcyon Nighs - Wydany: 12 października 2022 - Wytwórnia: Polydor Records - Format: digital download | –                            | –                            | –                            | –                            | –                            | –                            | –                            | –                            |
| „–” oznacza, że album nie był notowany na danej liście. | |                              |                              |                              |                              |                              |                              |                              |                              |

## Minialbumy
| Rok                                                     | Dane dot. albumu | Notowania | Notowania | Notowania | Notowania | Notowania | Notowania | Notowania | Notowania |
| Rok                                                     | Dane dot. albumu | UK        | USA       |           |           |           |           |           |           |
| ------------------------------------------------------- | --- | --------- | --------- | --------- | --------- | --------- | --------- | --------- | --------- |
| 2009                                                    | An Introduction to Ellie Goulding - Wydany: 20 grudnia 2009 - Wydawca: Polydor Records - Format: CD, digital download | –         | –         |           |           |           |           |           |           |
| 2010                                                    | iTunes Festival: London 2010 - Wydany: 15 lipca 2010 - Wytwórnia: Polydor Records - Format: digital download          | –         | –         |           |           |           |           |           |           |
| 2010                                                    | Run Into the Light - Wydany: 30 sierpnia 2010 - Wytwórnia: Polydor Records - Format: digital download                 | 102       | –         |           |           |           |           |           |           |
| 2011                                                    | Live at Amoeba San Francisco - Wydany: 21 listopada 2011 - Wytwórnia: Interscope - Format: CD                         | –         | –         |           |           |           |           |           |           |
| 2012                                                    | iTunes Festival: London 2012 - Wydany: 19 listopada 2012 - Wytwórnia: Polydor Records - Format: digital download      | –         | –         |           |           |           |           |           |           |
| 2013                                                    | iTunes Festival: London 2013 - Wydany: 17 października 2013 - Wytwórnia: Polydor Records - Format: digital download   | –         | –         |           |           |           |           |           |           |
| 2013                                                    | iTunes Session - Wydany: 10 grudnia 2013 - Wytwórnia: Polydor Records - Format: digital download                      | –         | 190       |           |           |           |           |           |           |
| 2020                                                    | Songbook for Christmas - Wydany: 20 listopada 2020 - Wytwórnia: Universal Music Group - Format: digital download      | –         | –         |           |           |           |           |           |           |
| „–” oznacza, że album nie był notowany na danej liście. | |           |           |           |           |           |           |           |           |

## Single

### Jako główna artystka
| 2009                                                     | „Under the Sheets”                    | 53 | –  | –  | –  | –     | –  | –  | –  | –  | –   | 91 | –  | –  | –  | –  | –  | –  | –  | –  | –   | brak | Lights                                                   |
| 2010                                                     | „Starry Eyed”                         | 4  | –  | 47 | –  | –     | –  | –  | –  | –  | –   | 46 | 4  | –  | –  | –  | 26 | –  | –  | –  | –   | - UK: platynowa płyta - USA: złota płyta | Lights                                                   |
| 2010                                                     | „Guns and Horses”                     | 26 | –  | –  | –  | –     | –  | –  | –  | –  | –   | –  | –  | –  | –  | –  | –  | –  | –  | –  | –   | brak | Lights                                                   |
| 2010                                                     | „The Writer”                          | 19 | –  | –  | –  | –     | –  | –  | –  | –  | –   | –  | –  | –  | –  | –  | –  | –  | –  | –  | –   | brak | Lights                                                   |
| 2010                                                     | „Your Song”                           | 2  | –  | 4  | –  | –     | –  | 22 | –  | –  | 126 | 75 | 5  | –  | –  | –  | –  | –  | 25 | 56 | –   | - UK: platynowa płyta - USA: złota płyta | Bright Lights                                            |
| 2011                                                     | „Lights”                              | 49 | –  | 8  | 10 | 7     | 7  | –  | –  | –  | 29  | 11 | –  | –  | 58 | –  | 16 | 1  | –  | 14 | 2   | - GER: platynowa płyta - NZL: złota płyta - SWI: platynowa płyta - USA: 5× platynowa płyta - UK: srebrna płyta | Bright Lights                                            |
| 2012                                                     | „Anything Could Happen”               | 5  | 20 | –  | 31 | –     | 37 | –  | –  | –  | –   | 66 | 16 | –  | –  | –  | 16 | 2  | –  | 68 | 47  | - UK: złota płyta - AUS: złota płyta - NZL: złota płyta - USA: platynowa płyta - USA: 2× platynowa płyta | Halcyon                                                  |
| 2012                                                     | „Figure 8”                            | 33 | –  | –  | –  | –     | –  | –  | –  | 8  | –   | –  | –  | –  | –  | –  | 7  | –  | –  | –  | –   | - NZL: platynowa płyta | Halcyon                                                  |
| 2013                                                     | „Explosions”                          | 14 | –  | –  | –  | –     | –  | –  | –  | –  | –   | –  | 51 | –  | –  | –  | –  | –  | –  | –  | 100 | - UK: srebrna płyta | Halcyon                                                  |
| 2013                                                     | „Burn”                                | 1  | 6  | 4  | 3  | 8     | 14 | 15 | 10 | 4  | 9   | 4  | 2  | 1  | 12 | 2  | 7  | 3  | 3  | 5  | 13  | - UK: 2× platynowa płyta - AUS: 3× platynowa płyta - AUT: złota płyta - GER: platynowa płyta - ITA: 2× platynowa płyta - NZL: złota płyta - SWI: platynowa płyta - USA: 4× platynowa płyta                                                                               | Halcyon Days                                             |
| 2013                                                     | „How Long Will I Love You”            | 3  | 46 | –  | 3  | 47    | –  | –  | –  | –  | –   | –  | 3  | –  | –  | –  | 6  | –  | 58 | 16 | –   | - UK: platynowa płyta - AUS: złota płyta - NZL: złota płyta - USA: złota płyta | Halcyon Days                                             |
| 2014                                                     | „Goodness Gracious”                   | 16 | 39 | –  | –  | –     | –  | –  | –  | –  | –   | –  | 10 | –  | –  | –  | 39 | –  | –  | –  | –   | brak | Halcyon Days                                             |
| 2014                                                     | „Beating Heart”                       | 9  | 38 | –  | –  | –     | 79 | –  | –  | –  | 84  | –  | 8  | –  | –  | –  | 20 | –  | –  | –  | 88  | - USA: złota płyta | Divergent: Original Motion Picture Soundtrack            |
| 2015                                                     | „Love Me Like You Do”                 | 1  | 1  | 1  | 2  | 3     | 3  | 1  | 1  | 1  | 5   | 1  | 1  | 1  | 2  | 1  | 1  | 1  | 1  | 1  | 3   | - UK: 3× platynowa płyta - AUS: 3× platynowa płyta - AUT: złota płyta - CAN: 3× platynowa płyta - FRA: złota płyta - GER: 3× złota płyta - ITA: 5× platynowa płyta - NZL: 2× platynowa płyta - POL: 2× diamentowa płyta - SWI: platynowa płyta - USA: 5× platynowa płyta | Fifty Shades of Grey: Original Motion Picture Soundtrack |
| 2015                                                     | „On My Mind”                          | 5  | 3  | 14 | 10 | 18    | 10 | 16 | 48 | 8  | 61  | 9  | 6  | 16 | 11 | 14 | 4  | 37 | 18 | 17 | 13  | - AUS: 2× platynowa płyta - CAN: platynowa płyta - ITA: platynowa płyta - UK: platynowa płyta - USA: 2× platynowa płyta - POL: 2× platynowa płyta | Delirium                                                 |
| 2016                                                     | „Army”                                | 20 | 87 | –  | 41 | –     | –  | –  | –  | –  | –   | –  | 53 | –  | –  | –  | –  | –  | –  | –  | –   | - UK: złota płyta | Delirium                                                 |
| 2016                                                     | „Something in the Way You Move”       | 51 | 46 | 52 | 17 | 23    | 59 | –  | –  | –  | 97  | 70 | 62 | –  | 69 | –  | –  | 5  | –  | 58 | 43  | - USA: złota płyta - POL: złota płyta | Delirium                                                 |
| 2016                                                     | „Still Falling for You”               | 11 | 21 | 28 | 20 | –     | 62 | –  | 25 | –  | 68  | 34 | 20 | –  | 36 | 35 | 23 | 13 | 50 | 62 | –   | - UK: platynowa płyta - AUS: złota płyta - ITA: złota płyta - USA: złota płyta - POL: złota płyta | Bridget Jones’s Baby: Original Motion Picture Soundtrack |
| 2017                                                     | „O Holy Night”                        | –  | –  | –  | –  | –     | –  | –  | –  | –  | –   | –  | –  | –  | –  | –  | –  | –  | –  | –  | –   | brak | Songbook for Christmas                                   |
| 2018                                                     | „Vincent”                             | –  | –  | –  | –  | –     | –  | –  | –  | –  | –   | –  | –  | –  | –  | –  | –  | –  | –  | –  | –   | brak | Songbook for Christmas                                   |
| 2018                                                     | „Close to Me” (oraz Diplo i Swae Lee) | 17 | 25 | 32 | 16 | 4     | –  | –  | –  | 20 | 121 | 44 | –  | 56 | 22 | –  | 17 | –  | 38 | 52 | –   | - AUS: platynowa płyta - CAN: 2× platynowa płyta - FRA: złota płyta - ITA: platynowa płyta - UK: złota płyta - USA: platynowa płyta - POL: platynowa płyta | Brightest Blue                                           |
| 2019                                                     | „Flux”                                | 97 | –  | –  | –  | –     | –  | –  | –  | –  | –   | –  | –  | –  | –  | –  | –  | –  | –  | –  | –   | brak | Brightest Blue                                           |
| 2019                                                     | „Sixteen”                             | 21 | 77 | 41 | 50 | –     | 16 | –  | –  | –  | –   | 64 | 20 | –  | –  | 26 | –  | –  | 37 | 95 | –   | - UK: srebrna płyta - POL: złota płyta | Brightest Blue                                           |
| 2019                                                     | „Hate Me” (oraz Juice Wrld)           | 33 | 68 | 51 | 32 | –     | 33 | –  | –  | 14 | –   | 70 | 33 | –  | –  | –  | 5  | –  | 76 | –  | 56  | - CAN: platynowa płyta - UK: srebrna płyta - USA: 2x platynowa płyta - POL: platynowa płyta | Brightest Blue                                           |
| 2019                                                     | „River”                               | 1  | –  | –  | –  | –     | –  | –  | –  | –  | –   | –  | –  | –  | –  | –  | –  | –  | –  | –  | –   | - UK: srebrna płyta | Songbook for Christmas                                   |
| 2020                                                     | „Worry About Me” (oraz Blackbear)     | 78 | –  | –  | –  | –     | –  | –  | –  | –  | –   | –  | –  | –  | –  | –  | 16 | –  | –  | –  | –   | | Brightest Blue                                           |
| 2020                                                     | „Power”                               | 86 | –  | –  | –  | [ f ] | –  | –  | –  | –  | –   | –  | –  | –  | –  | –  | 31 | 56 | –  | –  | –   | | Brightest Blue                                           |
| 2020                                                     | „Slow Grenade” (oraz Lauv)            | –  | –  | –  | –  | –     | –  | –  | –  | –  | –   | –  | –  | –  | –  | –  | 12 | –  | –  | –  | 31  | | Brightest Blue                                           |
| 2020                                                     | „Love I’m Given”                      | –  | –  | –  | –  | –     | –  | –  | –  | –  | –   | –  | –  | –  | –  | –  | 31 | –  | –  | –  | –   | | Brightest Blue                                           |
| 2022                                                     | „Easy Lover” (oraz Big Sean)          | –  | –  | –  | –  | –     | –  | –  | –  | –  | –   | –  | –  | –  | –  | –  | –  | –  | –  | –  | –   | | Higher Than Heaven                                       |
| 2022                                                     | „All by Myself” (oraz Alok i Sigala)  | –  | –  | –  | –  | –     | –  | –  | –  | –  | –   | –  | –  | –  | –  | –  | –  | –  | –  | –  | –   | - POL: złota płyta | Higher Than Heaven                                       |
| 2022                                                     | „Let It Die”                          | –  | –  | –  | –  | –     | –  | –  | –  | –  | –   | –  | –  | –  | –  | –  | –  | –  | –  | –  | –   | | Higher Than Heaven                                       |
| 2023                                                     | „Miracle” (oraz Calvin Harris)        |    |    |    |    |       |    |    |    |    |     |    |    |    |    |    |    |    |    |    |     | - POL: 2× platynowa płyta | 96 Months                                                |
| „–” oznacza, że singel nie był notowany na danej liście. |                                       |    |    |    |    |       |    |    |    |    |     |    |    |    |    |    |    |    |    |    |     | |                                                          |

### Z gościnnym udziałem
| Rok                                                      | Tytuł                                                                 | Najwyższe pozycje na listach | Najwyższe pozycje na listach | Najwyższe pozycje na listach | Najwyższe pozycje na listach | Najwyższe pozycje na listach | Najwyższe pozycje na listach | Najwyższe pozycje na listach | Najwyższe pozycje na listach | Najwyższe pozycje na listach | Najwyższe pozycje na listach | Najwyższe pozycje na listach | Najwyższe pozycje na listach | Najwyższe pozycje na listach | Najwyższe pozycje na listach | Najwyższe pozycje na listach | Najwyższe pozycje na listach | Najwyższe pozycje na listach | Najwyższe pozycje na listach | Najwyższe pozycje na listach | Najwyższe pozycje na listach | Certyfikat | Album                           |
| Rok                                                      | Tytuł                                                                 | UK                           | AUS                          | AUT                          | BEL (Fla)                    | BEL (Wal)                    | CAN                          | DEN                          | ESP                          | FIN                          | FRA                          | GER                          | IRL                          | ITA                          | NLD                          | NOR                          | NZL                          | POL                          | SWE                          | SWI                          | USA                          | Certyfikat | Album                           |
| -------------------------------------------------------- | --------------------------------------------------------------------- | ---------------------------- | ---------------------------- | ---------------------------- | ---------------------------- | ---------------------------- | ---------------------------- | ---------------------------- | ---------------------------- | ---------------------------- | ---------------------------- | ---------------------------- | ---------------------------- | ---------------------------- | ---------------------------- | ---------------------------- | ---------------------------- | ---------------------------- | ---------------------------- | ---------------------------- | ---------------------------- | --- | ------------------------------- |
| 2010                                                     | „Wonderman” (Tinie Tempah, gościnnie: Ellie Goulding)                 | 12                           | –                            | –                            | –                            | –                            | –                            | –                            | –                            | –                            | –                            | –                            | 16                           | –                            | –                            | –                            | –                            | –                            | –                            | –                            | –                            | - UK: srebrna płyta | Disc-Overy                      |
| 2013                                                     | „I Need Your Love” (Calvin Harris, gościnnie: Ellie Goulding)         | 4                            | 3                            | 3                            | 8                            | 7                            | 13                           | 17                           | 25                           | 4                            | 10                           | 13                           | 6                            | 18                           | 33                           | 13                           | 15                           | 4                            | 3                            | 6                            | 16                           | - UK: platynowa płyta - AUS: 4× platynowa płyta - AUT: złota płyta - CAN: 3× platynowa płyta - GER: platynowa płyta - ITA: platynowa płyta - NZL: złota płyta - SWI: platynowa płyta - USA: 2× platynowa płyta | 18 Months                       |
| 2014                                                     | „Flashlight” (DJ Fresh, gościnnie: Ellie Goulding)                    | 47                           | –                            | –                            | –                            | –                            | –                            | –                            | –                            | –                            | –                            | –                            | –                            | –                            | –                            | –                            | –                            | –                            | –                            | –                            | –                            | brak | –                               |
| 2014                                                     | „Outside” (Calvin Harris, gościnnie: Ellie Goulding)                  | 6                            | 7                            | 3                            | 8                            | 8                            | 10                           | 5                            | 10                           | 1                            | 19                           | 1                            | 5                            | 14                           | 8                            | 3                            | 7                            | 1                            | 3                            | 5                            | 29                           | - UK: platynowa płyta - AUS: 3× platynowa płyta - GER: złota płyta - ITA: 2× platynowa płyta - NZL: platynowa płyta - USA: platynowa płyta                                                                     | Motion                          |
| 2014                                                     | „Do They Know It’s Christmas?” (jako Band Aid 30)                     | 1                            | 3                            | 5                            | 1                            | 3                            | 8                            | 35                           | 1                            | –                            | 25                           | 2                            | 1                            | 11                           | 4                            | 40                           | 2                            | –                            | –                            | 5                            | 63                           | - UK: złota płyta | –                               |
| 2015                                                     | „Powerful” (Major Lazer, gościnnie: Ellie Goulding oraz Tarrus Riley) | 54                           | 7                            | –                            | –                            | –                            | –                            | 39                           | –                            | –                            | 109                          | –                            | 77                           | –                            | 92                           | –                            | 20                           | –                            | –                            | –                            | –                            | - AUS: 2× platynowa płyta - ITA: platynowa płyta - NZL: złota płyta - USA: złota płyta | Peace Is the Mission            |
| 2017                                                     | „First Time” (Kygo, gościnnie: Ellie Goulding)                        | 34                           | 29                           | 23                           | –                            | –                            | –                            | 18                           | 60                           | 13                           | 79                           | 28                           | –                            | 41                           | 22                           | 3                            | 32                           | –                            | 6                            | 14                           | –                            | - UK: złota płyta - AUS: platynowa płyta - CAN: platynowa płyta - FRA: złota płyta - ITA: platynowa płyta - USA: złota płyta - SWI: złota płyta - AUT: złota płyta - POL: złota płyta                          | Stargazing                      |
| 2019                                                     | „Mama” (Clean Bandit, gościnnie: Ellie Goulding)                      | 98                           | –                            | –                            | –                            | –                            | –                            | –                            | –                            | –                            | –                            | –                            | 97                           | –                            | –                            | –                            | –                            | 10                           | –                            | –                            | 19                           | brak | What Is Love?                   |
| 2019                                                     | „Return to Love” (Andrea Bocelli, gościnnie: Ellie Goulding)          | –                            | –                            | –                            | –                            | –                            | –                            | –                            | –                            | –                            | –                            | –                            | –                            | 64                           | –                            | –                            | –                            | –                            | –                            | –                            | –                            | brak | Si Forever: The Diamond Edition |
| 2021                                                     | „New Love” (Silk City, gościnnie: Ellie Goulding)                     | 65                           | –                            | –                            | –                            | –                            | –                            | –                            | –                            | –                            | –                            | –                            | 81                           | –                            | 6                            | –                            | –                            | –                            | –                            | –                            | –                            | brak | –                               |
| „–” oznacza, że singel nie był notowany na danej liście. |                                                                       |                              |                              |                              |                              |                              |                              |                              |                              |                              |                              |                              |                              |                              |                              |                              |                              |                              |                              |                              |                              | |                                 |

### Single promocyjne
| Rok                                                      | Tytuł                                                            | Najwyższe pozycje na listach | Najwyższe pozycje na listach | Album              | Certyfikat                |
| Rok                                                      | Tytuł                                                            | BEL (Fla)                    | UK                           | Album              | Certyfikat                |
| -------------------------------------------------------- | ---------------------------------------------------------------- | ---------------------------- | ---------------------------- | ------------------ | ------------------------- |
| 2009                                                     | „Wish I Stayed”                                                  | –                            | –                            | Lights             | brak                      |
| 2012                                                     | „Hanging On” (gościnnie: Tinie Tempah)                           | –                            | 144                          | Halcyon            | - USA: 2× platynowa płyta |
| 2013                                                     | „You My Everything”                                              | –                            | –                            | Halcyon Days       | brak                      |
| 2014                                                     | „Fall into the Sky” (Zedd Lucky Date, gościnnie: Ellie Goulding) | 63                           | –                            | Clarity            | brak                      |
| 2015                                                     | "Lost and Found"                                                 | -                            | 57                           | Delirium           | brak                      |
| 2016                                                     | „Army”                                                           | 41                           | 34                           | Delirium           | brak                      |
| 2022                                                     | "Fields of Gold"                                                 | -                            | -                            | -                  | brak                      |
| 2023                                                     | "By the End of the Night"                                        | -                            | -                            | Higher Than Heaven | brak                      |
| 2023                                                     | "Cure for Love"                                                  | -                            | -                            | Higher Than Heaven | brak                      |
| 2023                                                     | "Higher Than Heaven"                                             | -                            | -                            | Higher Than Heaven | brak                      |
| 2023                                                     | "Love Goes On"                                                   | -                            | -                            | Higher Than Heaven | brak                      |
| 2023                                                     | "Midnight Dreams"                                                | -                            | -                            | Higher Than Heaven | brak                      |
| „–” oznacza, że singel nie był notowany na danej liście. |                                                                  |                              |                              |                    |                           |

## Pozostałe utwory
| Rok  | Tytuł                                   | Album                                                                          | Uwagi                                                         | Certyfikat         |
| ---- | --------------------------------------- | ------------------------------------------------------------------------------ | ------------------------------------------------------------- | ------------------ |
| 2010 | „Jolene”                                | Dermot O’Leary Presents The Saturday Sessions                                  | Cover piosenki w oryginale wykonywany przez Dolly Parton      |                    |
| 2011 | „A Day at a Time”                       | Life in a Day (Original Soundtrack)                                            | Matthew Herbert, gościnnie: Ellie Goulding                    |                    |
| 2011 | „Only Girl (in the World)”              | Radio 1's Live Lounge – Volume 6                                               | Cover piosenki w oryginale wykonywany przez Rihannę           |                    |
| 2011 | „Summit”                                | Bangarang                                                                      | Skrillex, gościnnie: Ellie Goulding                           | - USA: złota płyta |
| 2012 | „Bittersweet”                           | The Twilight Saga: Breaking Dawn – Part 2 (Original Motion Picture Soundtrack) |                                                               |                    |
| 2012 | „Fall into the Sky”                     | Clarity                                                                        | Gościnny występ w utworze Zedda wraz z Lucky Date.            |                    |
| 2013 | „Mirror”                                | The Hunger Games: Catching Fire – Original Motion Picture Soundtrack           |                                                               |                    |
| 2013 | „Mirrors”                               | BBC Radio 1's Live Lounge 2013                                                 | Cover piosenki w oryginale wykonywany przez Justin Timberlake |                    |
| 2013 | „Silhouette”                            | Rapor                                                                          | Active Child, gościnnie: Ellie Goulding                       |                    |
| 2013 | „Soho Square”                           | A Concert for Kirsty MacColl                                                   |                                                               |                    |
| 2014 | „Life Round Here” feat. Angel Haze      |                                                                                | Cover piosenki James Blake (muzyk)                            |                    |
| 2014 | „Heavy Crown”                           | Reclassified                                                                   | Iggy Azalea, gościnnie: Ellie Goulding                        |                    |
| 2014 | „Don’t Leave”                           | Worlds Apart                                                                   | Seven Lions, gościnnie: Ellie Goulding                        |                    |
| 2014 | „All I Want”                            |                                                                                | Cover piosenki w oryginale wykonywany przez Kodaline          |                    |
| 2014 | „Capture the Flag”                      | Divergent: Original Motion Picture Score                                       | Junkie XL, gościnnie: Ellie Goulding                          |                    |
| 2014 | „Sacrifice”                             | Divergent: Original Motion Picture Score                                       | Junkie XL, gościnnie: Ellie Goulding                          |                    |
| 2014 | „Choosing Dauntless”                    | Divergent: Original Motion Picture Score                                       | Junkie XL, gościnnie: Ellie Goulding                          |                    |
| 2014 | „Tris”                                  | Divergent: Original Motion Picture Score                                       | Junkie XL, gościnnie: Ellie Goulding                          |                    |
| 2015 | „When Your Feet Don’t Touch the Ground” | Finding Neverland: The Album (Songs From The Broadway Musical)                 |                                                               |                    |
| 2016 | „Just In Case”                          |                                                                                | Cover piosenki w oryginale wykonywanej przez Jaheim           |                    |
| 2016 | „Here’s to Us”                          | Girls Vol. 3: Music from the HBO Original Series                               |                                                               |                    |
| 2018 | „Bad Love”                              | Mad Love the Prequel                                                           | Sean Paul, gościnnie: Ellie Goulding                          |                    |
| 2019 | „Do You Remember”                       | Fighting with My Family: The Original Soundtrack                               |                                                               |                    |
| 2019 | „In This Together”                      | Our Planet: Music from the Netflix Original Series                             | Steven Price, gościnnie: Ellie Goulding                       |                    |
| 2019 | „Hollow Crown”                          | For the Throne: Music Inspired by the HBO Series Game of Thrones               |                                                               |                    |
| 2020 | „Baby”                                  | Sixteen Oceans                                                                 | Four Tet, gościnnie: Ellie Goulding                           |                    |

### Notowane na listach
| Rok                                                     | Tytuł            | Najwyższe pozycje na listach | Najwyższe pozycje na listach | Najwyższe pozycje na listach | Najwyższe pozycje na listach | Najwyższe pozycje na listach | Album         | Uwagi                                  |
| Rok                                                     | Tytuł            | UK                           | NZL                          | USA                          | USA                          | USA                          | Album         | Uwagi                                  |
| ------------------------------------------------------- | ---------------- | ---------------------------- | ---------------------------- | ---------------------------- | ---------------------------- | ---------------------------- | ------------- | -------------------------------------- |
| 2010                                                    | „Human”          | 155                          | –                            | –                            | –                            | –                            | Bright Lights |                                        |
| 2010                                                    | „Little Dreams”  | 183                          | –                            | –                            | –                            | –                            | Bright Lights |                                        |
| 2010                                                    | „Home”           | 189                          | –                            | –                            | –                            | –                            | Bright Lights |                                        |
| 2011                                                    | „Summit”         | –                            | –                            | –                            | –                            | 18                           | Bangarang     | Skrillex, gościnnie: Ellie Goulding    |
| 2013                                                    | „Only You”       | –                            | 37                           | –                            | –                            | –                            | Halcyon       |                                        |
| 2014                                                    | „Heavy Crown”    | –                            | –                            | 9                            | 37                           | -                            | Reclassified  | Iggy Azalea, gościnnie: Ellie Goulding |
| 2015                                                    | „Keep On Dancin” | 192                          | –                            | –                            | –                            | –                            | Delirium      |                                        |
| „–” oznacza, że utwór nie był notowany na danej liście. |                  |                              |                              |                              |                              |                              |               |                                        |

## Teledyski
| Rok  | Tytuł                                                                 | Reżyseria                          |
| ---- | --------------------------------------------------------------------- | ---------------------------------- |
| 2009 | „Under the Sheets”                                                    | Lennox Brothers                    |
| 2010 | „Starry Eyed”                                                         | OneInThree                         |
| 2010 | „Guns And Horses”                                                     | Petro                              |
| 2010 | „The Writer”                                                          | Chris Cottman                      |
| 2010 | „Your Song”                                                           | Ben Coughlan and Max Knight        |
| 2011 | „Wonderman” (Tinie Tempah, gościnnie: Ellie Goulding)                 | Robert Hales                       |
| 2011 | „Lights”                                                              | Sophie Muller                      |
| 2011 | „Starry Eyed (USA)”                                                   | Dugan O’Neal                       |
| 2012 | „Hanging On” (, gościnnie: Tinie Tempah)                              | Ben Newbury                        |
| 2012 | „Anything Could Happen”                                               | Floria Sigismondi                  |
| 2012 | „I Know You Care”                                                     | Ben Coughlan                       |
| 2012 | „Figure 8"                                                            | W.I.Z.                             |
| 2013 | „Explosions”                                                          | Yuliya Miroshnikova                |
| 2013 | „I Need Your Love” (Calvin Harris, gościnnie: Ellie Goulding)         | Emil Nava                          |
| 2013 | „Tessellate”                                                          | Ben Newbury                        |
| 2013 | „Burn”                                                                | Mike Sharpe                        |
| 2013 | „Midas Touch” (Burns, gościnnie: Ellie Goulding)                      | Samuel Stephenson                  |
| 2013 | „How Long Will I Love You” (wersja z filmu Czas na miłość)            | Mike Sharpe                        |
| 2013 | „How Long Will I Love You” (wersja Tom oraz Issy)                     | Roger Michell                      |
| 2014 | „Goodness Gracious”                                                   | Kinga Burza                        |
| 2014 | „Under Control” (Halcyon Days UK Tour Video)”                         | Conor McDonnell                    |
| 2014 | „Beating Heart”                                                       | Ben Newbury                        |
| 2014 | „Outside” (Calvin Harris, gościnnie: Ellie Goulding)                  | Emil Nava                          |
| 2014 | „Do They Know It’s Christmas?” (jako Band Aid 30)                     | Andy Morahan                       |
| 2015 | „Love Me like You Do”                                                 | Georgia Hudson                     |
| 2015 | „Powerful” (Major Lazer, gościnnie: Ellie Goulding oraz Tarrus Riley) | James Slater                       |
| 2015 | „On My Mind”                                                          | Emil Nava                          |
| 2016 | „Army”                                                                | Conor McDonnell                    |
| 2016 | „Something in the Way You Move” (Official live video)                 | Ed Coleman                         |
| 2016 | „Still Falling for You”                                               | Emil Nava                          |
| 2017 | „First Time” (Kygo, gościnnie: Ellie Goulding)                        | Mathew Cullen                      |
| 2017 | „Something in the Way You Move” (wersja druga)                        | Emil Nava                          |
| 2018 | „Close to Me” (wraz z Diplo, gościnnie: Swae Lee)                     | Diane Martel                       |
| 2019 | „Mama” (Clean Bandit, gościnnie: Ellie Goulding)                      | Clean Bandit                       |
| 2019 | „Flux”                                                                | Rhianne White                      |
| 2019 | „In This Together” (Steven Price, gościnnie: Ellie Goulding)          | nieznany                           |
| 2019 | „Sixteen”                                                             | Tim Mattia                         |
| 2019 | „Hate Me” (Ellie Goulding, gościnnie: Juice WRLD)                     | Saam Farahmand                     |
| 2019 | „Return to Love” (Andrea Bocelli, gościnnie: Ellie Goulding)          | Luca Scota                         |
| 2019 | „River”                                                               | David Soutar                       |
| 2020 | „Worry About Me” (Ellie Goulding, gościnnie: Blackbear)               | Emil Nava                          |
| 2020 | „Times Like These” (jako część Live Lounge Allstars)                  | nieznany                           |
| 2020 | „Power”                                                               | Imogen Snell oraz Riccardo Castano |
| 2020 | „Love I’m Given”                                                      | Rianne White                       |
| 2021 | „New Love” (Silk City, gościnnie Ellie Goulding)                      | Ana Sting                          |
| 2022 | „Easy Lover” (Ellie Goulding, gościnnie: Big Sean)                    | Sophia Ray                         |
| 2022 | „Let It Die”                                                          | Carlota Guerrero                   |